# Strymon californica
Strymon californica är en fjärilsart som beskrevs av Edwards 1862. Strymon californica ingår i släktet Strymon och familjen juvelvingar. Inga underarter finns listade i Catalogue of Life.